# Psylliodes luridipennis
Psylliodes luridipennis é uma espécie de besouro-saltador endêmico da ilha de Lundy, onde vive e se alimenta exclusivamente de Coincya wrightii [en], também endêmico. Junto com o gorgulho Ceutorhynchus contractus var. pallipes e uma raça não descrita do besouro-saltador Psylliodes napi, é conhecida apenas por sua associação com Coincya wrightii. A espécie foi registrada pela primeira vez por Thomas Vernon Wollaston na década de 1840 e nomeada pelo entomologista austríaco Franz Kutschera em 1864.
Os adultos de Psylliodes luridipennis medem cerca de 3 mm de comprimento. Possuem cabeça e corpo verde-bronze, com élitros marrom-avermelhados. Os adultos se alimentam das folhas de Coincya wrightii, enquanto as larvas minam o interior da planta para se alimentar. A espécie é ameaçada pela flutuação na população de Coincya wrightii, especialmente devido à invasão de Rhododendron ponticum.

## Taxonomia e evolução
A espécie foi coletada pela primeira vez por Thomas Vernon Wollaston, que visitou Lundy em 1844 e 1845. Ele coletou espécimes de 153 espécies de besouros, incluindo um exemplar que mais tarde seria conhecido como P. luridipennis. Charles Owen Waterhouse listou a espécie no volume 2 da The Entomologist's Monthly Magazine como "Psylliodes 6 sp. —?", e ela foi formalmente descrita e nomeada pelo entomologista austríaco Franz Kutschera na revista Wiener Entomologische Monatschrift em 1864.
Os ancestrais da população atual de P. luridipennis não teriam sobrevivido em Lundy durante o último período glacial. Assim, a espécie pode ser um relicto (anteriormente mais difundida), uma espécie não exclusiva de Lundy com populações ainda não descobertas em outros locais, ou resultado de uma especiação relativamente recente em ou perto de Lundy. Um estudo climático e geológico sugere que "os ancestrais de Coincya wrightii e seus besouros podem ter tido a oportunidade de colonizar Lundy por terra durante algumas centenas de anos há cerca de 10.800 anos ou podem ter sido posteriormente auxiliados por terras de 'degrau' [agora desaparecidas] ao nordeste" da ilha.

## Descrição
Os adultos de Psylliodes luridipennis têm formato oblongo-ovalado, com tamanho e estrutura semelhantes aos de P. hyoscyami, mas menos largos, medindo entre 2,8 e 3,6 mm de comprimento. Possuem cabeça e tórax verde-bronze, élitros marrom-avermelhados brilhantes e pernas verde-bronze. Os fêmures posteriores são bronzeados, mas mais claros na base, e as antenas são vermelho-tijolo. Os adultos possuem asas completas e são capazes de voar.
Sua cor bronzeada, tamanho menor e élitros mais finamente e densamente estriados distinguem-na de sua aliada, P. chrysocephala, também encontrada em Lundy. P. luridipennis é às vezes chamada em inglês "bronze Lundy cabbage flea beetle" para diferenciá-la de outro besouro encontrado em Coincya wrightii. Este último, o "blue Lundy cabbage flea beetle", é uma forma de asas curtas da espécie amplamente distribuída P. napi.

## Ecologia e distribuição

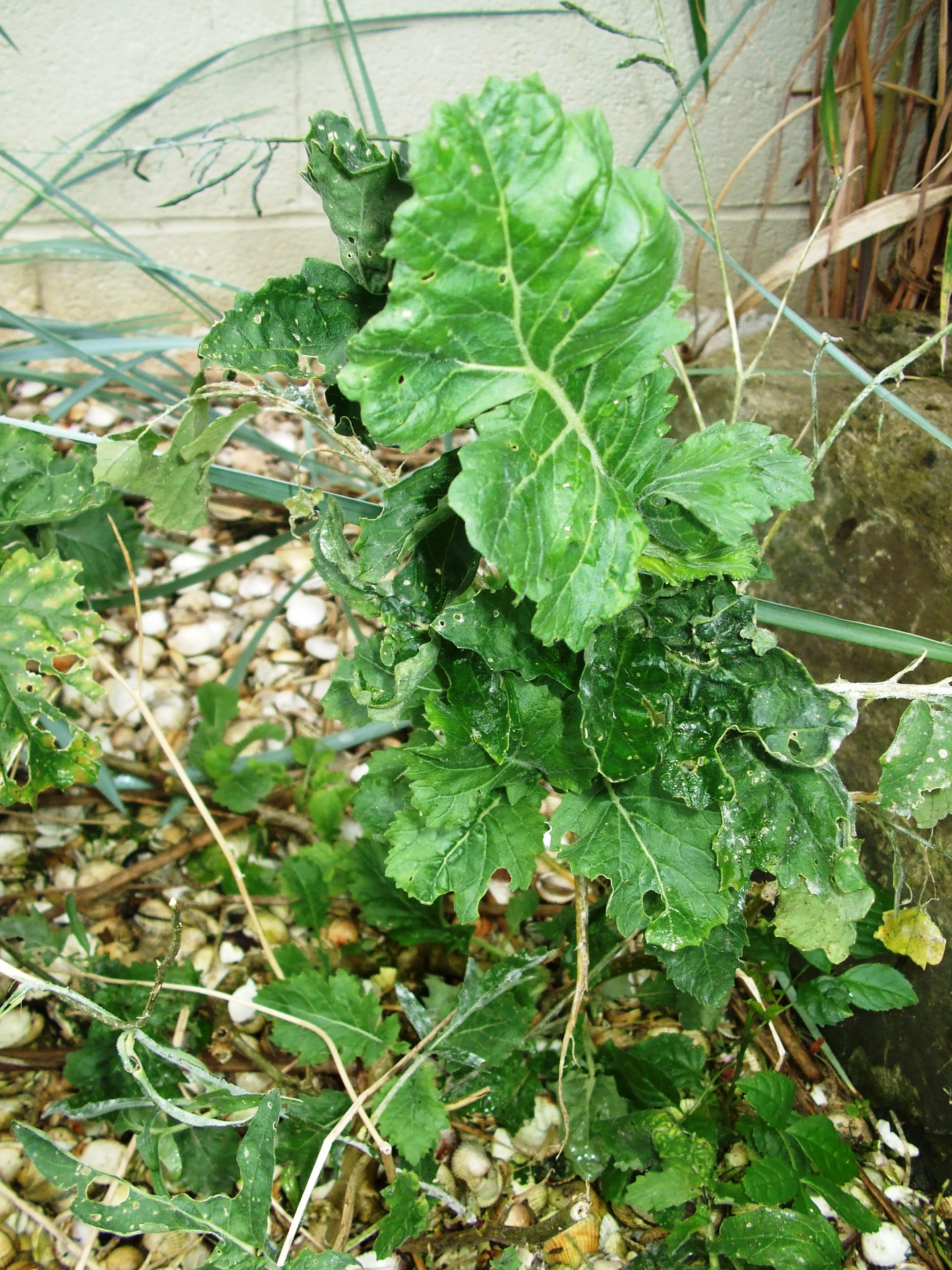
Um exemplar de en, cultivado no Zoológico de Bristol.

Os adultos de Psylliodes luridipennis são invariavelmente encontrados em Coincya wrightii, uma espécie endêmica da ilha de Lundy, onde se alimentam de suas folhas. Não são encontrados em outras plantas locais. No entanto, pesquisadores conseguiram atrair os besouros para outras brassicáceas trazidas de jardins. Outros dois táxons são conhecidos apenas por sua associação com Coincya wrightii: o gorgulho Ceutorhynchus contractus var. pallipes e uma raça não descrita de Psylliodes napi. Isso torna Coincya wrightii único na Grã-Bretanha como a única espécie endêmica que é hospedeira exclusiva de insetos endêmicos. No entanto, Coincya wrightii também abriga uma diversa variedade de outras espécies de invertebrados.
Psylliodes luridipennis está presente em toda a limitada distribuição de Coincya wrightii, incluindo falésias marítimas íngremes e áreas mais internas, como a Casa Millcombe. Os insetos também colonizaram Coincya wrightii semeados artificialmente dentro de sua área de distribuição em menos de um ano. Foi hipotetizado que P. luridipennis e Ceutorhynchus contractus var. pallipes poderiam auxiliar na polinização de Coincya wrightii, mas observações indicam que nenhum dos dois visita flores. Como não há abelhas do gênero Apis em Lundy, outras espécies de insetos alados estão presentes. A planta pode depender principalmente de besouros do gênero Meligethes [en] e da síndrome de polinização.
As fêmeas de Psylliodes luridipennis depositam seus ovos nos pecíolos das folhas de Coincya wrightii. As larvas brancas são minadoras, escavando os pecíolos e caules. Após emergirem no final do verão, elas pupam no solo.

## Conservação
Junto com Coincya wrightii, Psylliodes luridipennis foi incluída no Plano de Ação de Biodiversidade do Reino Unido [en], e um plano de conservação foi elaborado para ela e outras espécies endêmicas. Esse plano foca principalmente no controle de Rhododendron ponticum, uma espécie introduzida que ameaça Coincya wrightii. O besouro-saltador é ameaçado pela flutuação no número de Coincya wrightii. Embora seja mais rápido que P. napi em recolonizar novos crescimentos após anos desfavoráveis para Coincya wrightii, sua recuperação é mais lenta que a da própria planta.
O Comitê Conjunto de Conservação da Natureza reconhece Psylliodes luridipennis como uma "espécie prioritária" para fins de conservação, devido à flutuação na população de Coincya wrightii. Embora o comitê note que "os números da planta hospedeira têm sido baixos, mas relativamente estáveis desde 2001", ele afirma que P. luridipennis "tem sido notavelmente difícil de encontrar nos últimos anos". Com base nas diretrizes da Lista Vermelha da IUCN anteriores a 1994, a espécie foi informalmente considerada vulnerável.